# Charles Simonyi
Charles Simonyi (* 10. září 1948 Budapešť jako Simonyi Károly) je americký miliardář maďarského původu, pátý vesmírný turista.

## Životopis
V roce 1966 emigroval z Maďarska. Pracoval nejprve jako programátor u firmy Regnecentralen v Kodani (Dánsko). V roce 1968 přesídlil do USA (americké občanství získal roku 1982), kde v letech 1968 až 1972 vystudoval na University of California, Berkeley technickou matematiku a získal hodnost bakaláře (BS). Po jejím absolvování pracoval soukromě jako programátor společně se svým univerzitním profesorem a dalšími spolužáky. Poté v létech 1972 až 1980 byl zaměstnán jako programátor ve středisku PARC firmy Xerox v Palo Alto v Kalifornii, kde vyvinul Bravo, první WYSIWYG textový procesor na světě. Během této doby obhájil na Stanfordově univerzitě v roce 1972 doktorát v oboru počítačových věd. V roce 1981 přešel k firmě Microsoft, kde se postupně vypracoval ze softwarového inženýra a systémového programátora na ředitele vývoje aplikačních programů a nakonec na hlavního softwarového architekta firmy. Vedl zde mj. vývoj tabulkového procesoru Multiplan, z něhož se později pod jeho řízením vyvinul program Excel, a prvních verzí textového procesoru Word. Od Microsoftu odešel v roce 2002, kdy založil svoji vlastní firmu Intentional Software se sídlem v Bellevue ve státě Washington, která se věnuje vývoji speciálního programového vybavení.

## Kosmická činnost
V roce 2005 zahájil jednání s firmou Space Adventures, která zprostředkovává mj. soukromé lety do kosmického prostoru zajišťované ruskou Federální kosmickou agenturou. Smlouvu o letu podepsal počátkem roku 2006. V srpnu 2006 prošel úspěšně lékařskými prohlídkami v Ústavu lékařsko-biologických problémů (IMBP) v Moskvě a v září téhož roku zahájil ve Středisku pro výcvik kosmonautů J. A. Gagarina ve Hvězdném městečku výcvik.
Kosmický let zahájil 7. dubna 2007 v 19:31:14 SELČ na palubě kosmické lodi Sojuz TMA-10, kterou vynesla z kazašského kosmodromu Bajkonur nosná raketa Sojuz-FG na oběžnou dráhu, a to ve funkci účastníka kosmického letu. Dalšími členy posádky byli dva ruští kosmonauti, Fjodor Jurčichin a Oleg Kotov. Kosmická loď se spojila s Mezinárodní vesmírnou stanici ISS dne 9. dubna 2007 ve 21:10:44 SELČ.
Sojuz se od ISS odpojil 20. dubna 2007 nedlouho po jedenácté hodině SELČ spolu s předchozí dlouhodobou posádkou ISS, ruským kosmonautem Michailem Ťurinem a americkým astronautem Michaelem Lópezem-Alegríou na kosmické lodi Sojuz TMA-9. O přistání v Kazachstánu v přímém přenosu informovala televizní stanice NASA TV. Sunita Williamsová nadále zůstala na stanici.
V říjnu 2008 společnost Space Adventures oznámila, že si objednal další let. Svůj druhý let zahájil 26. 3. 2009 letem lodí Sojuz TMA-14. Vrátil se 8. 4. 2009 lodí Sojuz TMA-13.

## Zajímavosti
- Na jeho počest byla notace identifikátorů používaná v Microsoftu pojmenovaná maďarská.
- Charles si s sebou vzal na oběžnou dráhu v hliníkových přepravkách i křepelku na víně, kachní prsíčka s kapary, jablečný fondán a rýžový pudink s kandovaným ovocem. O vše se hodlal podělit se svými kolegy v den ruské kosmonautiky. Toto speciální menu sestavila světoznámá poradkyně v oblasti životního stylu Martha Stewartová a proslulý francouzský šéfkuchař Alain Ducass. Martha Stewartová je též jeho bývalá přítelkyně.
- Charles si s sebou též vzal MP3 přehrávač s hudbou svých oblíbených skladatelů Johanna Sebastiana Bacha, Richarda Wagnera ale také svých krajanů Bély Bartóka a Ference Liszta. A knihu, konkrétně dvojjazyčnou verzi (německy a anglicky) Goethova Fausta.
- Za šestiměsíční výcvik a téměř čtrnáctidenní let Charles zaplatil 25 mil. USD.
- Jeho radioamatérské volací značky jsou HA5SIK a KE7KDP.